# 이수진 (치과의사)
이수진(李秀珍, 1969년 4월 27일~)은 대한민국의 치과의사이다.

## 학력
- 서울대학교 치의학과 (학사)

## 방송 출연
- 2007년 메디TV 《행복충전 2080》 - 자문의 패널
- 2009년 메디TV 《Dr. 이수진의 건강한 치아만들기》 - MC
- 2019년 MBC 《공복자들》 - 게스트
- 2019년 MBC 에브리원 《비디오스타》 - 게스트
- 2021년 SBS Plus 《강호동의 밥심》 - 게스트
- 2022년 채널A 《오은영의 금쪽 상담소》 - 게스트
- 2022년 MBN 《속풀이쇼 동치미》 - 게스트

## 저서
- Dr. 이수진의 건강한 치아만들기